# Céline Ngouabi
Céline Ngouabi (née Mvouka-Mayanith), est la veuve et la seconde épouse de Marien Ngouabi, le troisième président de la république du Congo assassiné le 18 mars 1977 à Brazzaville.